# Lokomotiva 121
Lokomotiva řady 121 je elektrická lokomotiva na stejnosměrný proud určená pro nákladní dopravu. Vyráběla ji plzeňská firma Škoda (jako typ 43E), tehdy nazývaná Závody V. I. Lenina, v letech 1960–1961. Patří k československých elektrickým lokomotivám tzv. I. generace.

## Vývoj
Na přelomu 50. a 60. let se ukázalo, že tehdy prosazovaná koncepce univerzální elektrické lokomotivy, určené pro provoz rychlíků, osobních i nákladních vlaků u tehdy již existujících řad 140 a 141 (dle dnešního značení, tehdy E 499.0 a E 499.1) zcela selhává. Tyto lokomotivy se ukázaly vhodnější pro tahání rychlíků a osobních vlaků, jelikož jejich převod umožňující maximální rychlost 120 km/h neumožňuje dostatečnou tažnou sílu pro těžší nákladní vlaky. Proto byla lokomotiva E 499.157 vybavena převodem pro maximální rychlost 90 km/h za účelem zvýšení tažné síly. Po zkušenostech s tímto strojem byla pak vyvinuta a vyrobena nová řada označená jako E 469.1, tedy dnešní 121, která je do značné míry s dřívější 141 shodná.

## Konstrukce
U řady 121 je použita ocelová skříň se dvěma koncovými stanovišti strojvedoucího, do nichž je vstup zvenku vždy dveřmi z levé strany. Mezi stanovišti se nachází strojovna se čtyřmi bočními okny na každé straně. Pohon zajišťují čtyři trakční motory, pro každou nápravu jeden. Z výroby byly lokomotivy osazovány systémem kontroly bdělosti strojvedoucího s pedálem, který musel být každých asi 80 sekund sešlápnut, jinak došlo k zastavení vlaku. Tento systém se v provozu ukázal jako nespolehlivý a byl proto brzy nahrazen tehdy novým systémem LVZ III s přenosem světelných návěstí na stanoviště strojvedoucího.

## Provoz
Lokomotivy byly dodány do lokomotivních dep Ústí nad Labem, Praha střed, Česká Třebová, Ostrava, Žilina, Spišská Nová Ves a Košice. České stroje pak byly brzy všechny soustředěny do Ústí nad Labem, kdežto slovenské až do konce svého provozu dosloužily v depech Žilina a Košice. V severních Čechách se podílely především na dopravě hnědého uhlí na nově elektrizovaných tratích. Z Ústí zajížděly až do České Třebové, Opatovic nad Labem, Kutné Hory, později i do Prahy po tratích, které byly elektrizovány od 70. let.
Okolo roku 2014 už byly všechny stroje společnosti ČD Cargo odstaveny. Většina lokomotiv byla sešrotována, část z nich byla odprodána na náhradní díly nebo soukromým dopravcům. Několik lokomotiv bylo převezeno na železniční hřbitov do České Třebové, kde čekají na další osud.
Lokomotivy provozované dříve slovenským státním dopravcem ŽSR byly odprodány soukromému dopravci CTL Logistics v Polsku, který je dál provozuje ve vlastním barevném schématu.
Část lokomotiv řady 121 je provozováno soukromými nákladními dopravci v Česku - dvě vlastní Unipetrol Doprava a čtyři IDS Cargo. Nově po jedné lokomotivě také zprovoznily firmy AWT a SD-KD, které je nasazují především na uhelné vlaky ze severočeské hnědouhelné pánve. Na Slovensku je v provozu 121.004 (majetek SŽDS).

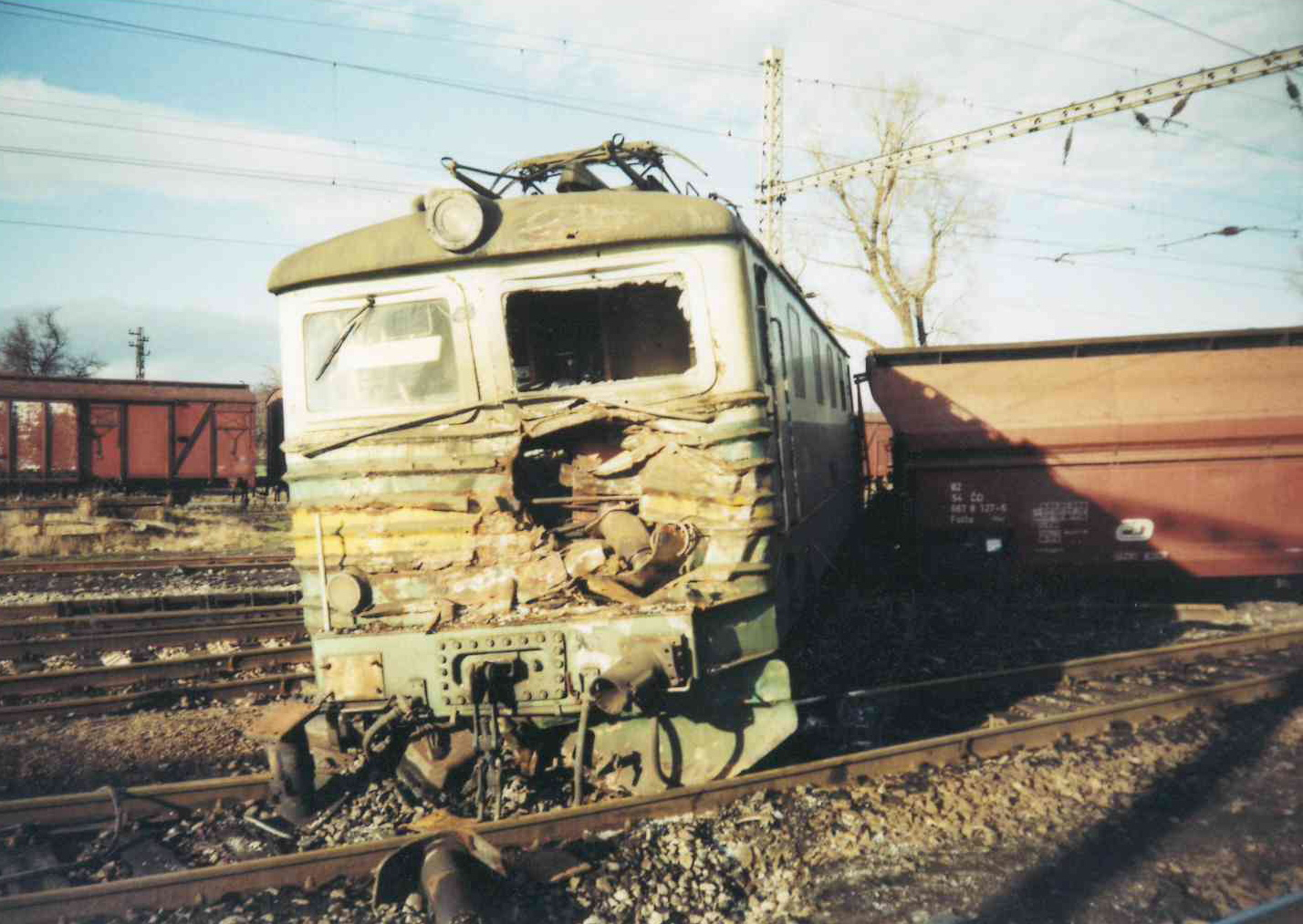
Lokomotiva 121.085 se zajímavými laminátovými čely, která měla jako jediná ve své řadě, poškozená po nehodě na přejezdu ve Všetatech v prosinci 1997 se opravy už nedočkala a byla sešrotována.
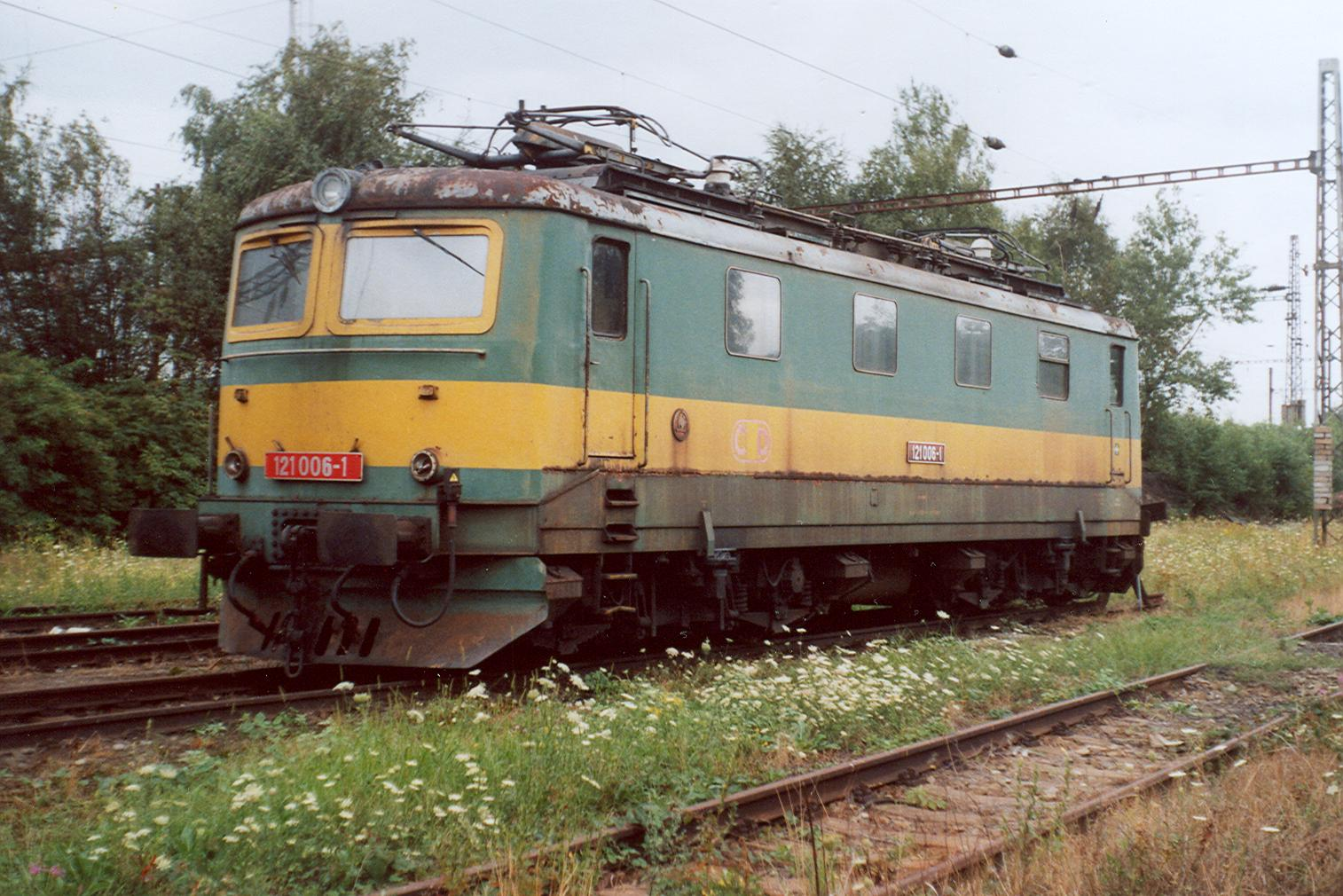
Stroj 121.006 se značně zkorodovanou lokomotivní skříní v Ústí nad Labem
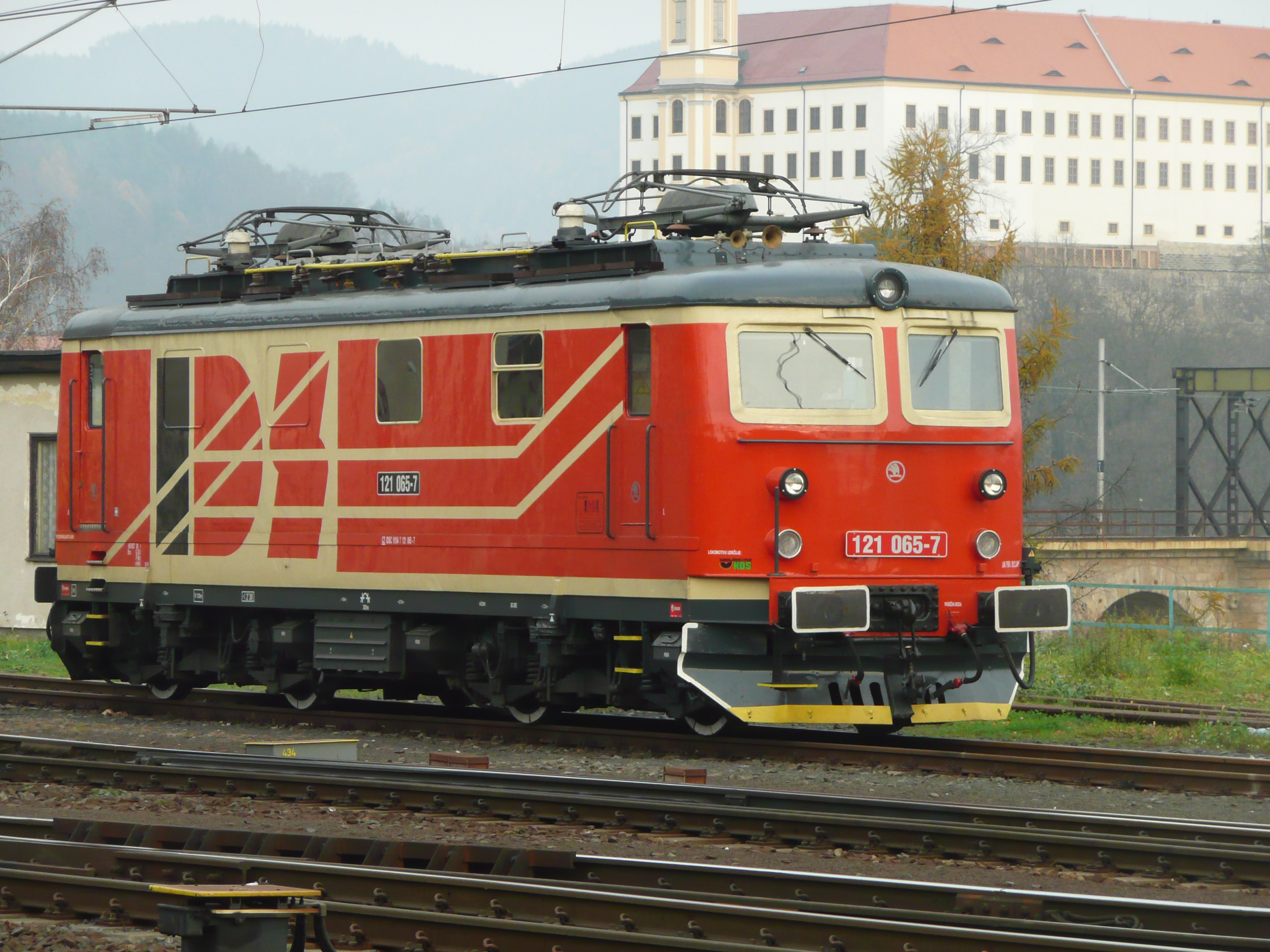
Lokomotiva 121.065 soukromé společnosti IDS Cargo.
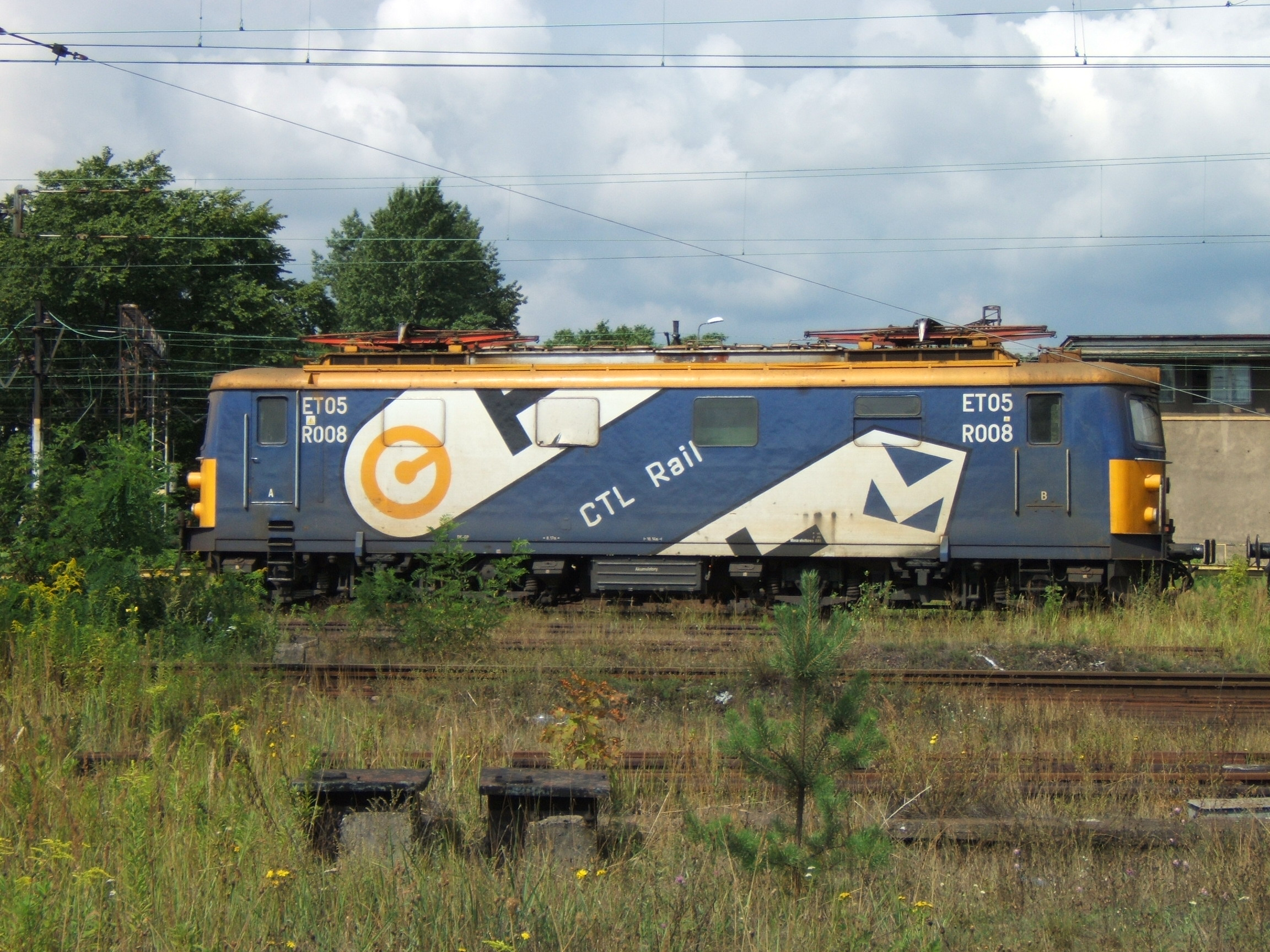
Elektrická lokomotiva ET05-R008 v majetku dopravce CTL Rail v Tarnovských Horách. Původně pochází ze Slovenska.
- Choceň, 121.065 IDS Cargo v čele nákladního vlaku.

## Historické lokomotivy
- 121.017 (Národní technické muzeum, depozitář Chomutov)
- 121.059 (České dráhy, vystavena na pomníku v DKV Ústí nad Labem)